# SPLASH
SPLASH (kurz für SPectraL hASH) ist ein eindeutiger Bezeichner für ein Molekül, der sich aus dessen Massenspektrum ableitet. Er entstand daher, weil Datenbanken für Massenspektren unabhängig voneinander gepflegt wurden, jedoch untereinander teils redundant sind. Der SPLASH ist eindeutig, datenbankunabhängig und lässt sich ähnlich wie ein InChIKey gut ablegen und durchsuchen. Unterstützung für SPLASH wurde initial in den Datenbanken MassBank, MoNA, GNPS, HMDB, MetaboLights und mzCloud sowie der Software MZmine, MS-DIAL, RMassBank, BinBase, Bioclipse und dem übergreifenden Mass Spectrometry Development Kit (MSDK) integriert.